# Рейд (військова справа)

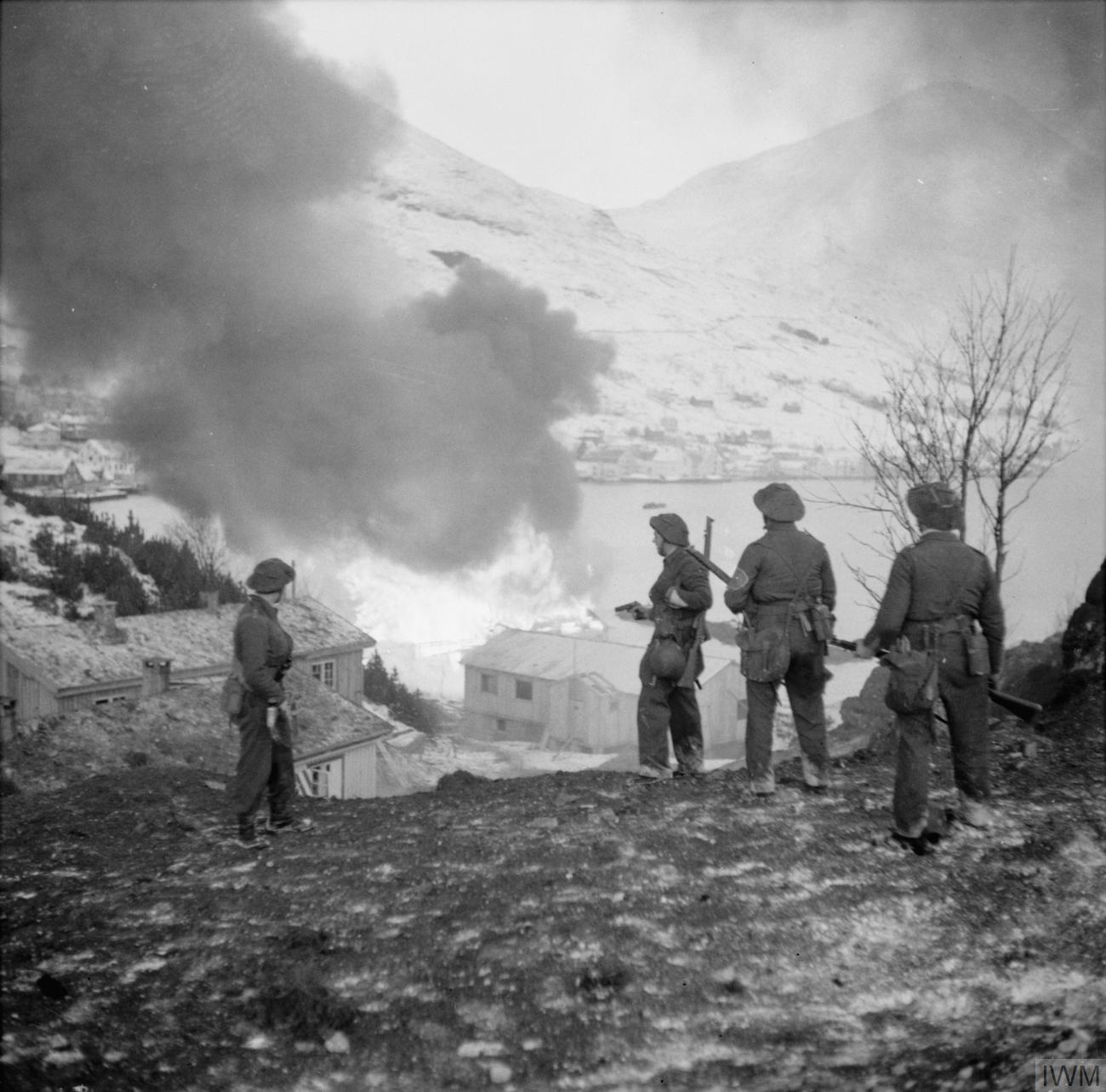
Британські командос під час рейду на території Норвегії. Операція «Арчері». 27 грудня 1941

Ре́йд — є різновидом наступальних дій з метою ведення високоманеврених, активних і самостійних бойових дій в тилу противника щодо знищення, захоплення або виводу з ладу його засобів масового ураження (при їх наявності), наземних елементів розвідувально-ударних комплексів, пунктів управління, аеродромів, вузлів залізниці, баз, складів, інших об'єктів, а також для боротьби з його резервами, що підходять, й є одним з найефективніших способів виконання задач з'єднаннями та підрозділами в тилу противника. Він здійснюється рейдовим загоном, стрімко і непомітно для захоплення і знищення (виводу з ладу) раніше призначених або знов виявлених важливих об'єктів противника, дезорганізації управління військами і роботи тилу, а також для виходу в новий район бойових дій.
Рейд є однією з форм тактичних дій повітряного десанту в тилу противника, що поєднує відрив від противника, висування підрозділів до призначених об'єктів, атаку або наліт на них, знищення (вивід з ладу) об'єктів, руйнування інженерних споруд і інші способи дій.
Рейдові загони діють в тилу противника в похідних і передбойових порядках. Вони розгортаються у бойові порядки тільки для знищення (захоплення) об'єктів.